# West Buechel
West Buechel és una població dels Estats Units a l'estat de Kentucky. Segons el cens del 2000 tenia 1.301 habitants.

## Demografia
Segons el cens del 2000, West Buechel tenia 1.301 habitants, 554 habitatges, i 335 famílies. La densitat de població era de 772,8 habitants/km².
Dels 554 habitatges en un 31% hi vivien nens de menys de 18 anys, en un 41% hi vivien parelles casades, en un 14,3% dones solteres, i en un 39,4% no eren unitats familiars. En el 29,6% dels habitatges hi vivien persones soles el 6,3% de les quals corresponia a persones de 65 anys o més que vivien soles. El nombre mitjà de persones vivint en cada habitatge era de 2,35 i el nombre mitjà de persones que vivien en cada família era de 2,95.
Per edats la població es repartia de la següent manera: un 21,7% tenia menys de 18 anys, un 15,4% entre 18 i 24, un 37,8% entre 25 i 44, un 17,6% de 45 a 60 i un 7,5% 65 anys o més.
L'edat mediana era de 30 anys. Per cada 100 dones de 18 o més anys hi havia 95,6 homes.
La renda mediana per habitatge era de 33.750 $ i la renda mediana per família de 35.588 $. Els homes tenien una renda mediana de 22.400 $ mentre que les dones 21.563 $. La renda per capita de la població era de 16.562 $. Entorn del 14,7% de les famílies i el 15,8% de la població estaven per davall del llindar de pobresa.

## Poblacions més properes
El següent diagrama mostra les poblacions més properes.